# Ghorfa
Die Ghorfa Arab-German Chamber of Commerce and Industry e. V. ist ein eingetragener Verein zur Vertretung aller arabischen Industrie- und Handelskammern in der Bundesrepublik Deutschland.

## Geschichte
Die Ghorfa wurde im Jahr 1976 auf Initiative arabischer Entscheidungsträger und interessierter deutscher Wirtschaftskreise gegründet. Gegen den ursprünglich geplanten Namen „Arabisch-Deutsche Industrie- und Handelskammer“ hatte der Deutsche Industrie- und Handelstag (DIHT) Einspruch erhoben, weil Industrie- und Handelskammern in Deutschland Körperschaften des öffentlichen Rechts sind und ein privatrechtlicher Verein nicht den geschützten Begriff „Kammer“ verwenden sollte. Das Registergericht gab dem DIHT Recht. Am 8. Dezember 1976 erfolgte die Eintragung im Vereinsregister des Amtsgerichts Bonn als eingetragener Verein mit dem Namen „Arabisch-Deutsche Vereinigung für Handel und Industrie e. V. Ghorfa“. Dabei ist „Ghorfa“ (غرفة, DMG ġurfa) das arabische Wort für „Kammer“. Seit dem 1. August 2000 hat die Ghorfa ihren Sitz in Berlin. Generalsekretär ist seit Juni 2000 Abdulaziz Al-Mikhlafi.

## Aufgabe
Die Ghorfa unterstützt Unternehmen in ihren wirtschaftlichen Bestrebungen, im arabischen bzw. im deutschen Markt Fuß zu fassen. Sie informiert regelmäßig über allgemeine Wirtschaftstrends, branchenspezifische Entwicklungen, potenzielle Geschäftsfelder und Investitionsmöglichkeiten in 22 arabischen Staaten. Persönliche Kontakte stehen in der arabischen Geschäftswelt an erster Stelle. Die von der Ghorfa organisierten Veranstaltungen, wie das Deutsch-Arabische Wirtschafts-, Gesundheits-, Tourismus- und Bildungsforum, Delegationsreisen oder Messebeteiligungen, bieten Möglichkeiten zum direkten Dialog mit arabischen Unternehmern.
Der Verein ist bestrebt, Kooperation deutscher und arabischer Unternehmen auf dem arabischen und deutschen Markt fördern. Dieser verfügt über ein Netzwerk zu Entscheidungsträgern aus Wirtschaft und Politik in der arabischen Welt, zu dem Mitglieder Zugang erhalten. Hierfür bürgt auch die Trägerschaft durch die Generalunion der Arabischen Handelskammern, die Arabische Liga, die Arabischen Industrie- und Handelskammern sowie durch die arabischen Botschaften in Deutschland. Die Ghorfa pflegt Beziehungen zu diesen Institutionen. Fast alle Präsidenten der arabischen Kammern sind Mitglieder des Präsidiums der Ghorfa. Alle arabischen Botschafter sind im Präsidium vertreten beziehungsweise Ehrenmitglieder. Diese direkten Verbindungen und die Erfahrungen versetzen die Ghorfa in die Lage, ihren Mitgliedern ein breites Portfolio an Serviceleistungen anzubieten. Die Ghorfa arbeitet unmittelbar mit deutschen Bundesministerien wie dem Bundeswirtschaftsministerium zusammen. Ebenso kooperiert die Ghorfa mit deutschen Außenhandelskammern und dem Deutschen Industrie- und Handelskammertag.
Die Ghorfa agiert als Dienstleister bei der Erfüllung von amtlichen Formalitäten im Zusammenhang mit dem Wirtschaftsverkehr zwischen der Bundesrepublik Deutschland und arabischen Staaten. Im Auftrag der arabischen Botschaften prüft die Ghorfa bei Handelsdokumenten, ob alle Vorschriften der jeweiligen Länder eingehalten wurden. Dabei wird bescheinigt, dass die Produkte keine Teile aus Israel enthalten. Die Praxis wurde in den siebziger Jahren als Teil des Boykotts Israels durch die Arabische Liga eingeführt. 2011 nahm der Verein dadurch 900.000 Euro ein, was 43 Prozent der Gesamteinnahmen entsprach. Thomas Bach und Peter Ramsauer wurden deswegen für ihre Tätigkeit für die Ghorfa kritisiert.

## Präsidenten
- Günter Rexrodt (2002–2004)
- Carl-Dieter Spranger (2004–2006)
- Thomas Bach (2006–2013)
- Peter Ramsauer (seit 2014)